# Liste der Bischöfe von Ascoli Satriano
Die folgenden Personen waren Bischöfe von Cerignola-Ascoli Satriano (Italien):
- Anonymus (?–1067)
- Propospata Lupo (1067–1102)
- Risando (1107–?)
- Sikenolfo (1123–?)
- Giovanni (1179–?)
- Anonymus (1182–?)
- Anonymus (1184–1188)
- Goffred (1189–1200)
- Pietro I. (1205–1237)
- Vakanz (etwa 1239–?)
- Anonymus (1266–?)
- Anonymus (1268–?)
- Anonymus (1270–1271)
- Benedetto (1274–1293)
- Ruggero (1304–?)
- Francesco I. (1311)
- Francesco II. (1311)
- Pietro II. (?–1353)
- Pietro III. de Pironti (1354–?)
- Pietro IV. (?–1396)
- Francesco III. Pasquarelli (1397–1418)
- Giacomo (1419–1458)
- Giovanni Antonio Boccarelli (1458–1469)
- Francesco Pietro Luca di Gerona, O.P. (1469–1477)
- Fazio de Galleranis (1477–1479)
- Giosuè de Gaeta (1480–1509)
- Agapito Giosuè de Gaeta (1509–1512)
- Giosuè de Gaeta (1513–1517)
- Giovanni Francesco de Gaeta (1517–1566)
- Lattanzio Roverella di Ferrara (1550–1556)
- Marco Lando (1567–1593)
- Francesco Bonfilio (1593–1603)
- Ferdinando D’Avila, O.F.M. Capp. (1603–1620)
- Francesco Maria de Marra (1620–1624)
- Francesco Andrea Gelsomino, O.Er.Ag. (1625–1629)
- Gregorio Bolognetti (1630–1639)
- Michele Rezia (1639–1648)
- Pirro Luigi Castellomata (1648–1656)
- Filippo (1657–1659)
- Giacomo Filippo Bescapè (1659–1672)
- Felice Via Cosentino (1672–1679)
- Filippo Lenti (1680–1684)
- Francesco Antonio Punzi (1685–1728)
- Francesco Antonio del Martinis (1728–1737)
- Giuseppe Campaniello (1737–1771)
- Emannele de Tomasi (1771–1807)
- Antonio Maria Nappi (1813–1830)
- Francesco Iavarone (1832–1849) (auch Bischof von Sant’Agata de’ Goti)
- Leonardo Todisco Grande (1849–1872)
- Antonio Sena (1872–1887)
- Domenico Cocchia, O.F.M. Cap. (1887–1900)
- Angelo Struffolini (1901–1914)
- Giovanni Sodo (1915–1930)
- Vittorio Consigliere, O.F.M. Cap. (1931–1946)
- Donato Pafundi (1946–1957)
- Mario Di Lieto (1957–1987)
- Vincenzo D’Addario (1987–1990)
- Giovanni Battista Pichierri (1990–1999)
- Felice di Molfetta (2000–2015)
- Luigi Renna (2015–2022), dann Erzbischof von Catania
- Fabio Ciollaro (seit 2022)